# Midori Honda
Midori Honda (本田 美登里, Honda Midori, Shizuoka, 16 november 1964) is een voormalig Japans voetbalster.

## Carrière

### Clubcarrière
Honda begon haar carrière in 1979 bij Shimizudaihachi SC. Zij tekende in 1985 bij Yomiuri Nippon SC Ladies Beleza. Met deze club werd zij in 1990, 1991 en 1992 kampioen van Japan. In 1992 beëindigde zij haar carrière als voetbalster.

### Interlandcarrière
Honda maakte op 7 juni 1981 haar debuut in het Japans vrouwenvoetbalelftal tijdens een wedstrijd om het Aziatisch kampioenschap 1981 tegen Chinees Taipei. Zij nam met het Japans vrouwenvoetbalelftal deel aan de Wereldkampioenschappen vrouwenvoetbal in 1991. Ze heeft 43 interlands voor het Japans voetbalelftal gespeeld.

## Statistieken
| Japans vrouwenvoetbalelftal | Japans vrouwenvoetbalelftal | Japans vrouwenvoetbalelftal |
| Jaar                        | Wed.                        | Dlp.                        |
| --------------------------- | --------------------------- | --------------------------- |
| 1981                        | 5                           | 0                           |
| 1982                        | 0                           | 0                           |
| 1983                        | 0                           | 0                           |
| 1984                        | 3                           | 0                           |
| 1985                        | 0                           | 0                           |
| 1986                        | 6                           | 0                           |
| 1987                        | 4                           | 0                           |
| 1988                        | 3                           | 0                           |
| 1989                        | 8                           | 0                           |
| 1990                        | 5                           | 0                           |
| 1991                        | 9                           | 0                           |
| Totaal                      | 43                          | 0                           |